# Lega calcistica degli Emirati Arabi Uniti 1979-1980
La UAE Football League 1979–1980 è stata la 7ª edizione della massima competizione nazionale per club degli Emirati Arabi Uniti, la
squadra che diventerà campione è l'Al-Ahli Club che conquista il suo terzo titolo nazionale. Alla competizione hanno preso parte 10 squadre.

## Classifica
|                                | Pos. | Squadra       | G  | V  | N | P  | GF | GS | Pt |
| ------------------------------ | ---- | ------------- | -- | -- | - | -- | -- | -- | -- |
| Emirati Arabi Uniti (bandiera) | 1    | Al-Ahli Dubai | 18 | 11 | 3 | 4  | 26 | 11 | 25 |
|                                | 2    | Sharjah       | 18 | 9  | 5 | 4  | 22 | 17 | 23 |
|                                | 3    | Al-Shaab      | 18 | 7  | 9 | 2  | 17 | 12 | 23 |
|                                | 4    | Al-Shabab     | 18 | 8  | 6 | 4  | 23 | 15 | 22 |
|                                | 5    | Oman Club     | 18 | 8  | 5 | 5  | 27 | 18 | 21 |
|                                | 6    | Al-Nasr       | 18 | 7  | 5 | 6  | 19 | 13 | 19 |
|                                | 7    | Al-Wasl       | 18 | 6  | 7 | 5  | 25 | 20 | 19 |
|                                | 8    | Al-Ain        | 18 | 3  | 6 | 9  | 28 | 40 | 12 |
|                                | 9    | Al Emirates   | 18 | 3  | 5 | 10 | 21 | 36 | 11 |
|                                | 10   | Al-Khaleej    | 18 | 2  | 1 | 14 | 10 | 36 | 5  |

Legenda:

      Campione degli Emirati Arabi Uniti 1979-1980

Note:
Due punti a vittoria, uno a pareggio, zero a sconfitta.